# Cesare Pugni
Cesare Pugni (pronunciación en italiano: /ˈtʃeːzare ˈpuɲɲi, ˈtʃɛː-/; en ruso: Цезарь Пуни, romanizado: Cezar' Puni; Génova, 31 de mayo de 1802-26 de enero de 1870) fue un músico y compositor italiano, especializado en música de ballet. En su carrera temprana compuso óperas, sinfonías y varias otras formas de música orquestal. Pugni es conocido por los ballets que compuso para el Her Majesty's Theatre de Londres (1843-1850) y para los Imperial Theatres de San Petersburgo, Rusia (1850–1870). La mayor parte de su música de ballet se compuso para las obras del maestro de ballet Jules Perrot, quien montó casi todos sus ballets con partituras de Pugni. En 1850, Perrot partió de Londres a Rusia, después de haber aceptado el puesto de primer maître de ballet de los Teatros Imperiales de San Petersburgo a instancias de Carlotta Grisi, contratada como primera bailarina. Cesare Pugni siguió a Perrot y Grisi a Rusia, y permaneció en la capital imperial incluso después de la partida de Grisi en 1853 y la partida de Perrot en 1858. Pugni compuso obras para los sucesores de Perrot, Arthur Saint-Léon y Marius Petipa, y se desempeñó como compositor oficial de música de ballet del Imperial Theatre hasta su muerte en 1870. También fue el abuelo del pintor ruso Ivan Puni, también conocido como Iwan Puni y Jean Pougny.
Cesare Pugni fue uno de los compositores más prolíficos de música de ballet, habiendo compuesto cerca de 100 partituras originales y adaptando o complementando muchas otras obras. Compuso innumerables danzas incidentales, como divertimentos y variaciones, muchas de las cuales se agregaron a innumerables otras obras.
De las partituras originales de Pugni para ballet, más conocidas Ondine, ou La Naïade, (también conocida como La Naïade et le pêcheur (1843); La Esmeralda (1844); Catarina, ou La Fille du Bandit (1846); La hija del faraón (1862); y El pequeño caballo jorobado (1864). De sus danzas incidentales el Pas de Six de La Vivandière (también conocido como Markitenka') (1844); el Pas de quatre (1845); el pas de deux La Carnival de Venise (también conocida como Satanella pas de deux ) (1859), insertado por Marius Petipa en el ballet Le Diable amoureux; el pas de deux de Diane y Actéon (1868); y su música adicional para el ballet Le Corsaire (1863 y 1868).

## Biografía
Su padre, Filippo Pugni, era un relojero que tenía su taller cerca del Duomo de Milán. Cesare Pugni fue un niño prodigio musical y se dice que escribió su primera sinfonía a la edad de 7 años. El entonces conocido compositor Peter von Winter tomó al talentoso niño bajo su protección y se aseguró de que pudiera estudiar en el Conservatorio de Milán de 1814 a 1822 con una beca estatal. Allí tuvo como maestros a Bonifazio Asioli (contrapunto y composición), Alessandro Rolla (violín) y a Carlo Soliva (teoría musical).
Después de salir del Conservatorio, trabajó como violinista en las orquestas de La Scala de Milán y en el Teatro della Canobbiana. Su primer ballet Il Castello di Kenilworth (una novela de Walter Scott) fue creado en 1823 en colaboración con el coreógrafo Gaetano Gioja para La Scala de Milán. Sin embargo, como era habitual en la época, se trataba más de un pasticho compuesto por obras de varios compositores. Su primera música de ballet realmente propia fue para Elerz e Zulnida (1826) del coreógrafo Louis Henryque.
De 1832 a 1834 fue "maestro al clavicémbalo" (una especie de répétiteur que también acompaña recitativos en óperas) en La Scala. También dio lecciones de violín y composición, y entre sus alumnos se encontraba el compositor ruso Michail Glinka. La prometedora carrera de Pugni pronto llegó a un abrupto final: una de sus principales debilidades fue aparentemente una adicción al juego, y como no pudo saldar las deudas resultantes, huyó a París con su esposa e hijos a principios de 1834. donde inicialmente vivían en la pobreza.
Trabajó para Vincenzo Bellini. Por encargo de Bellini, Pugni copió partes de la partitura de I Puritani para una actuación en el Teatro di San Carlo de Nápoles con María Malibrán, por cuyo rango vocal hubo que rebajar algunas de las arias de Bellini. La precaria situación económica de Pugni lo llevó a un comportamiento muy dudoso: sin el conocimiento de Bellini, hizo una segunda copia de la partitura completa y la vendió a un alto precio al Teatro San Carlo. Cuando Bellini se enteró de que Pugni, a quien no solo pagaba por su trabajo, sino que también lo había apoyado con dinero y ropa, lo traicionó de esta manera, expresó que «sacudió su fe en la naturaleza humana». Sin embargo, por respeto a la esposa de Pugni y sus seis hijos pequeños, mantuvo el incidente en privado.
En 1836, Pugni compuso la música del último ballet Liacone de Louis Henry y fue a Nápoles, donde se estrenó en el San Carlo. En 1837 regresó a París y trabajó para el Casino Paganini hasta 1840. Además, fue una especie de "escritor fantasma" musical para la Ópera de París hasta 1843; donde orquestó y organizó los ballets de otros compositores y también escribió interludios de ballet para varios bailarines sin que su nombre se mencionara. Conoció en la Ópera de París al coreógrafo Jules Perrot, quien quedó impresionado por su talento y la facilidad y rapidez en la composición, y con quien luego trabajó durante muchos años.
De 1843 a 1850, trabajó oficialmente como compositor de ballet en el Her Majesty's Theatre de Londres, donde creó junto con Perrot, Arthur Saint-Léon y Paul Taglioni, unos 4 o 5 ballets grandes por año. La mayoría de estas obras fueron un éxito, incluidos los ballets de Perrot Ondine (1843), La Esmeralda (1844), Éoline (1845), Lalla Rookh y Catarina (1846), y el famoso Pas de Quatre. Junto con Paul Taglioni, Pugni creó, entre otras cosas, Coralia y Théa ou La Fée aux fleurs (1847) y Les Métamorphoses (o Satanella; 1850). Taglioni más tarde llamó a Pugni «el mayor compositor de música de ballet con el que había trabajado». Durante este tiempo, Pugni también viajó a veces a París para trabajar con Saint-Léon, para quien escribió la música de La Vivandière (1844) y Stella (1850), y una nueva versión de su Le Violon du Diable (1849).
En 1848 Perrot fue a San Petersburgo para la presentación del ballet La Esmeralda con Fanny Elssler.  Después de que Perrot fuera nombrado maestro de ballet en Rusia en 1850, Pugni fue contratado por recomendación de Perrot. Mientras tanto, se había casado por segunda vez en Inglaterra y llegó a San Petersburgo con su nueva esposa Marion (o Mary Ann) Linton y sus siete hijos a fines de 1850.
Para el Ballet Imperial Ruso, Perrot y Pugni repusieron muchos de sus exitosos ballets antiguos para satisfacer las necesidades de la audiencia de San Petersburgo que quería ver grandes ballets de larga duración. Para estas segundas versiones (por ejemplo, de La Esmeralda y Ondine), Pugni amplió sus partituras anteriores para incluir nuevas composiciones y también enriqueció la orquestación. También crearon nuevos ballets, tales como La Guerre des femmes (1852), Gazelda, ou Les Tziganes (1853) o Armida (1855).
En 1855, Pugni trabajó por primera vez con Marius Petipa en la música del ballet L'Étoile de Grenade.
Después de la salida de Perrot de San Petersburgo en 1858, Pugni compuso la mayor parte de la música de ballet para los coreógrafos Arthur Saint-Léon y Petipa. Con Saint-Léon creó entre otros ballets Graziella (1860), Nymphes et satire (1861) y La Perle de Séville (1862); y para Petipa compuso la música de La dalia azul (1860), Terpsichore (1861) y Titania (1866; utilizando la música de Mendelssohn para El sueño de una noche de verano). También Pugni compuso secciones que fueron insertadas en ballets de otros compositores, por ejemplo, las reposiciones de Petipa para el ballet El corsario (1858, 1863, 1868).
La bailarina Ekaterina Vazem dio un relato muy vívido de cómo Pugni trabajó con los coreógrafos:

Por lo general, Pugni componía la música para las diversas coreografías durante los ensayos de los nuevos ballets. Su presencia durante los ensayos era obligatoria. Como no había ningún mueble adecuado en la sala de ensayo, se sentaba en el alféizar de la ventana que le servía de escritorio. Sucedió que escribió una variación siguiendo las instrucciones de Petipa y la tocó al violín. A Petipa no le agradó y Pugni la cambió por otra. A veces, el compositor no estaba de acuerdo con el coreógrafo e iniciaban una discusión; el fogoso italiano no tuvo miedo de gritarle a Petipa. "¡No te involucres en cosas que no sean de tu incumbencia si no tienes ni idea de música!". Pugni gritó en francés y, a veces, Petipa no tuvo más remedio que ceder.
 Ekaterina Wasem. Memorias, 1937

La vida privada de Pugni tomó formas bastante complicadas en este momento: además de su familia oficial con su esposa, tenía una segunda familia con un amante, la sierva Daria Petrovna, con quien tuvo otros ocho hijos hasta su muerte. Esta situación y el hecho de que todavía jugaba y bebía demasiado contribuyeron al hecho de que después de 1860 se volvió cada vez menos confiable, entregó las composiciones demasiado tarde, se endeudó y recibió repetidamente el apoyo financiero de varios amigos. Incluso su nombramiento como profesor de contrapunto y composición en el nuevo Conservatorio de Petersburgo por su director Anton Rubinstein en 1861 no parece haber ayudado mucho a Pugni económicamente.
Sin embargo, todavía logró algunos grandes éxitos, como el ballet La hija del faraón (1862) con Petipa. Para Saint-Léon, Pugni escribió la música de El caballito jorobado en 1864, una obra que pasó a la historia de la música como el primer "ballet ruso" y fue criticada por los nacionalistas rusos y más tarde por los autores rusos soviéticos por esto, sobre todo porque no podían aceptar que fueron dos extranjeros los que lograron hacer esto. A pesar de todas las críticas y a pesar de la Revolución de Octubre, el ballet se mantuvo en el repertorio durante casi cien años.
Los últimos ballets de Pugni (con Petipa) fueron Le Roi Candaule de 1868 y la obra de un acto Les deux étoiles de 1869, que se pensaba que era una de las mejores obras de Pugni pero ahora, como la mayoría de las demás, está olvidada.
Cesare Pugni murió el 26 de enero de 1870 a la edad de 67 años, dejando a un gran número de hijos en la pobreza absoluta. Fue enterrado en el cementerio católico de Vyborgskaya en San Petersburgo. Su tumba fue completamente destruida en 1939.
Marius Petipa intentó ayudar a la familia de Pugni con una actuación benéfica de gala en honor al compositor en mayo de 1870. Se interpretaron extractos de muchas de sus obras y las ganancias se destinaron a su familia. En noviembre de 1870 hubo nuevamente una actuación benéfica para la familia Pugni.
Cesare Pugni tuvo algunos descendientes muy conocidos o famosos: su hijo Ettore (en ruso: Viktor) Cezarevic Pugni, era flautista en la orquesta del Teatro Mariinsky y, de una relación ilegítima con la bailarina Ekaterina Xenofontovna Shiryaeva, tuvo un hijo llamado Alexander Viktorovich Shiryaev (1867-1941), quien fue un famoso bailarín, coreógrafo y coautor de un libro sobre danza. El pintor y escritor ruso Ivan Puni (1892-1956) era hijo de Alberto Linton-Pugni (1848 a 1925), hijo de Pugni de su matrimonio con su segunda esposa Marion Linton. Un bisnieto de Pugni y nieto de su hijo Cesare fue Avksentij Cezarevich Puni (1898-1985), fundador de la psicología del deporte.